# 国鉄セムフ700形貨車
国鉄セムフ700形貨車（こくてつセムフ700がたかしゃ）は、かつて日本国有鉄道（国鉄）およびその前身である鉄道省等に在籍した15 t 積みの石炭緩急車である。

## 概要
1928年（昭和3年）5月の車両称号規程改正によりテタフ13000形 92両がセムフ700形（セムフ700 - セムフ791）に形式名変更された。同時に形式名変更されたセムフ1形が14 t 積みであるのに対して本形式は15 t 積みである。
1933年（昭和8年）度に全車に空気ブレーキの取り付けが行われた。
車体塗色は黒一色であり、寸法関係は一例として全長は6,680 mm、全幅は2,570 mm、全高は2,619 mm、自重は7.6 t - 7.9 t、換算両数は積車2.2、空車0.8であった。
本形式より後に開発されたセムフ1000形は、車掌室が本形式同様狭く移住性が良くなかったため早期にセフ1形へ改造され1956年（昭和31年）に淘汰された。しかし本形式車掌室は、セムフ1000形よりわずかに小さかったにもかかわらず改造される事なく1961年（昭和36年）3月31日に最後まで在籍した1両（セムフ781）が廃車になり同時に形式消滅となった。